# Billie Burke
Mary William Ethelbert Appleton "Billie" Burke (Washington D. C., 7 de agosto de 1884-Los Ángeles, California, 14 de mayo de 1970) fue una actriz estadounidense. Es conocida sobre todo por su papel de Glinda (la bruja buena del norte) en la película ganadora del Oscar, El mago de Oz (The Wizard of Oz, 1939).

## Biografía
Provenía del vodevil, de niña acompañó a su padre, payaso de profesión, en una gira europea de su circo «Barnum y Bailey».
El mundo del circo la acercó más al mundo del espectáculo y vodevil, haciendo su debut teatral en Londres a los 18 años y convirtiéndose en la reina de Broadway en la veintena. 
Su primer debut cinematográfico fue Peggy (1916). Dos años antes se había fugado con el productor y empresario Florenz Ziegfeld, con el que se casó en Hoboken (Nueva Jersey).
Tras la muerte de su marido se convirtió en una de las actrices de reparto más solicitadas colaborando en diferentes películas.
Billie Burke murió en Los Ángeles por causas naturales a la edad de 85 años, en 1970.

## Programas de radio
- The Ziegfeld Follies of the Air - 1932
- Good News of 1939 - 1938
- The Rudy Vallee Hour - 1939
- The Gulf Screen Guild Theater - 1939
- The Rudy Vallee Sealtest Show - 1940-41
- The Pepsodent Show - 1941
- The Billie Burke Show - 1943-1946
- Duffy's Tavern - 1944
- The Sealtest Village Store - 1944
- Mail Call - 1944
- The Charlie McCarthy Show - 1944-47
- Tribute to Ethel Barrymore - 1945
- The Rudy Vallee Show - 1945
- Show Stoppers - 1946
- The Danny Kaye Show - 1946
- WOR 25th Anniversary - 1947
- Your Movietown Radio Theatre - 1948
- The Eddie Cantor Pabst Blue Ribbon Show - 1948
- Family Theater - 1948-52
- This Is Show Business - 1949
- The Martin and Lewis Show - 1949
- The Bill Stern Colgate Sports Newsreel - 1949
- Stagestruck -1954
- Biography in Sound - 1955-56

## Broadway
- My Wife - 1907
- Love Watches - 1908
- Mrs. Dot - 1910
- Suzanne - 1910

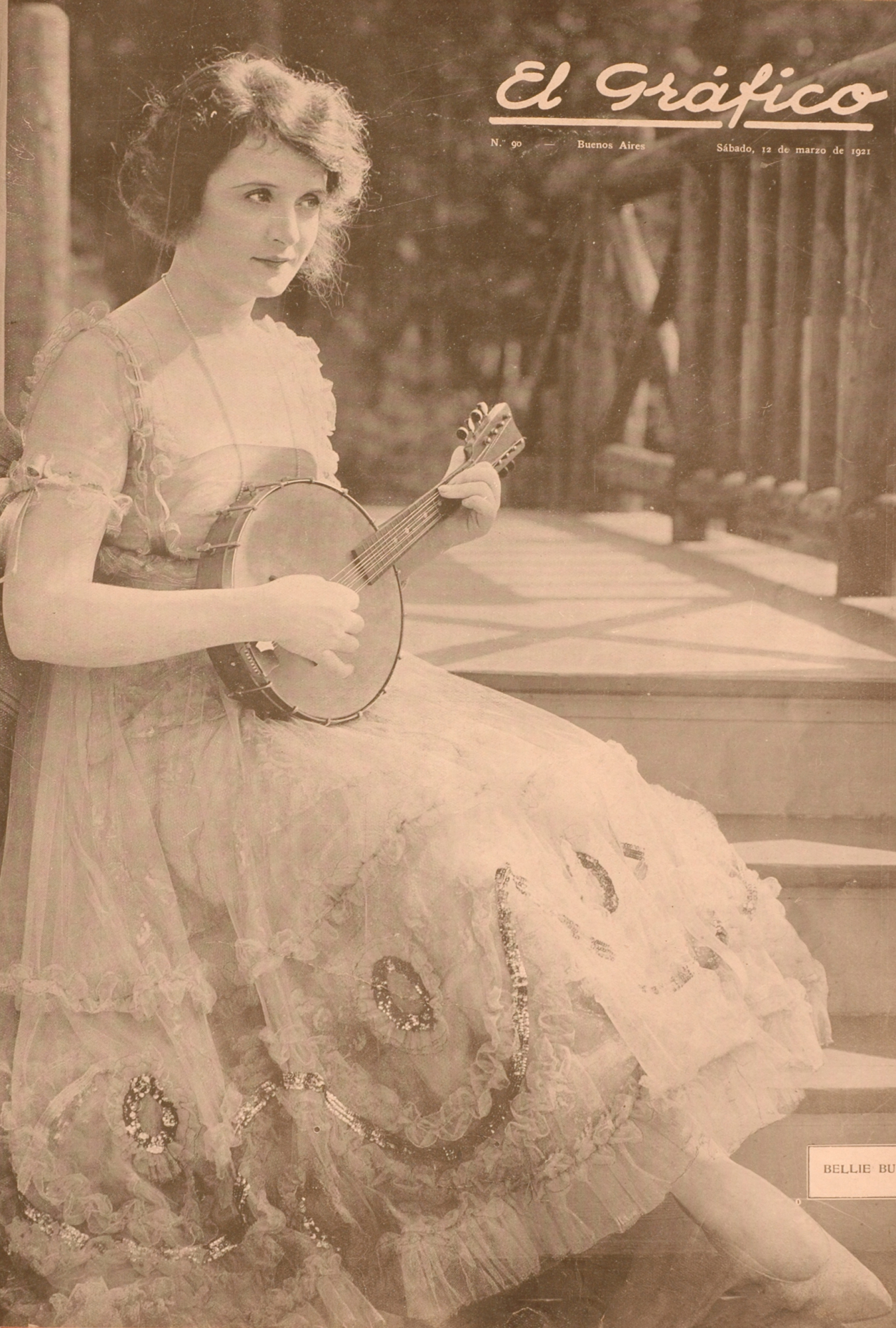
Billie Burke, 1921

- The Philosopher in the Apple Orchard - 1911
- The Runaway - 1911
- The Amazons - 1913
- The Land of Promise - 1913
- Jerry - 1914
- The Rescuing Angel - 1917
- A Marriage of Convenience - 1918
- Caesar's Wife - 1919
- The Intimate Strangers - 1921
- Rose Briar - 1922
- Annie Dear - 1924
- The Marquise - 1927
- The Happy Husband - 1928
- Family Affairs - 1929
- The Truth Game - 1930
- Ziegfeld Follies of 1934 - 1934
- Ziegfeld Follies of 1936 - 1936
- This Rock - 1943
- Ziegfeld Follies of 1943 - 1943
- Mrs. January and Mr. X - 1944

## Filmografía

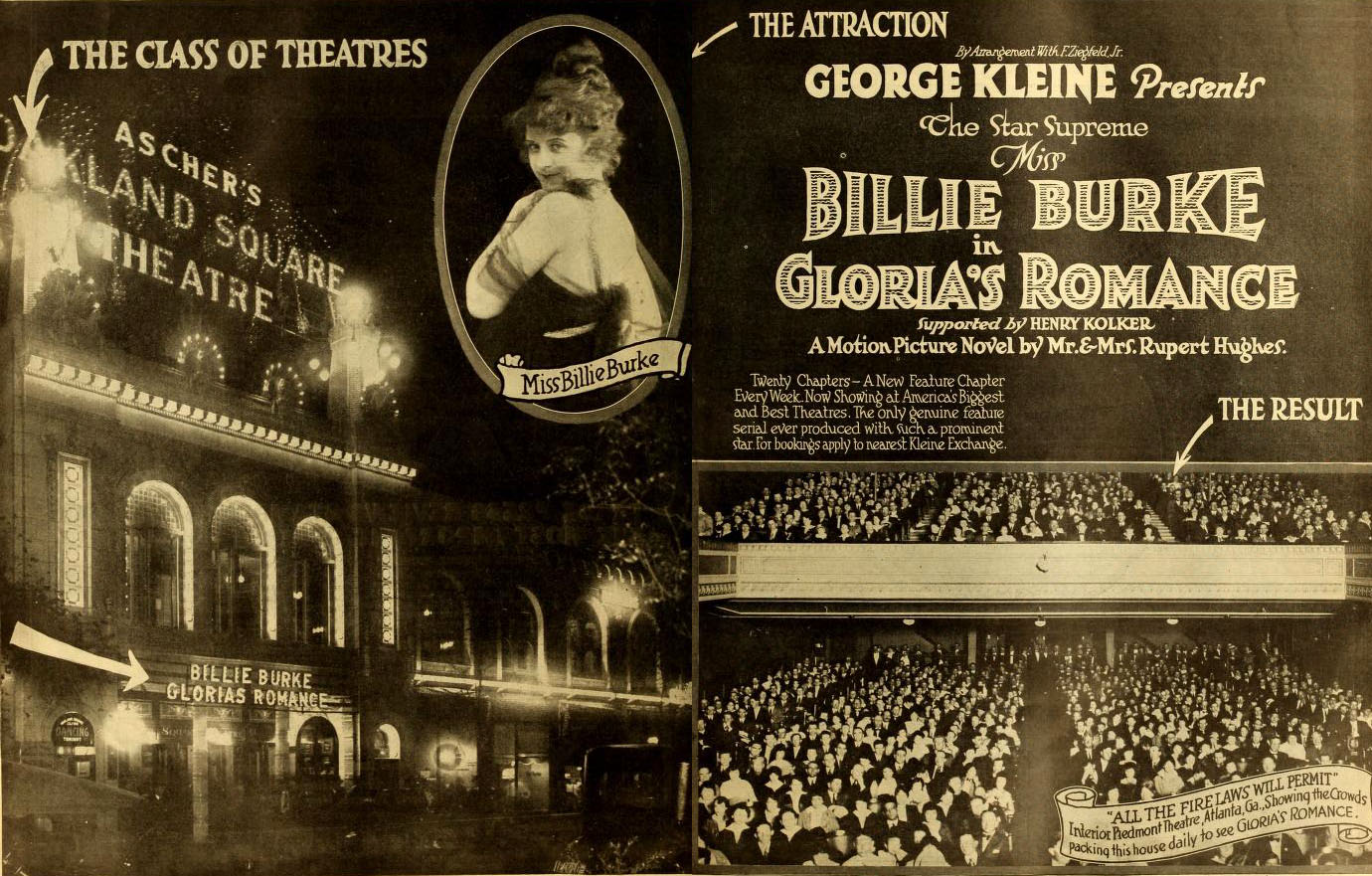
Gloria's Romance (1916)

| - Peggy (1916) - Gloria's Romance (1916) - The Mysterious Miss Terry (1917) - Arms and the Girl (1917) - The Land of Promise (1917) - Eve's Daughter (1918) - Let's Get a Divorce (1918) - In Pursuit of Polly (1918) - The Make-Believe Wife (1918) - Good Gracious, Annabelle (1919) - The Misleading Widow (1919) - Sadie Love (1919) - Wanted: A Husband (1919) - Away Goes Prudence (1920) - The Frisky Mrs. Johnson (1920) - The Education of Elizabeth (1921) - Doble sacrificio (1932) - Hacia las alturas (1933) - Cena a las ocho (1933) - Only Yesterday (1933) - Where Sinners Meet (1934) - Finishing School (1934) - We're Rich Again (1934) - Forsaking All Others (1934) - Society Doctor (1935) - After Office Hours (1935) - Becky Sharp (1935) - Doubting Thomas (1935) - She Couldn't Take It (1935) - A Feather in Her Hat (1935) - Splendor (1935) - My American Wife (1936) - Piccadilly Jim (1936) - Craig's Wife (1936) - Parnell (1937) - Topper (1937) - La novia vestía de rojo (The Bride Wore Red, 1937) - Navy Blue and Gold (1937) - Everybody Sing (1938) | - Merrily We Live (1938) - The Young in Heart (1938) - Topper Takes a Trip (1939) - Zenobia (1939) - Bridal Suite (1939) - El mago de Oz (1939) - Eternally Yours (1939) - Remember? (1939) - The Ghost Comes Home (1940) - Irene (1940) - The Captain Is a Lady (1940) - Dulcy (1940) - Hullabaloo (1940) - And One Was Beautiful (1940) - The Wild Man of Borneo (1941) - La mujer fantasma (1941) - One Night in Lisbon (1941) - The Man Who Came to Dinner (1942) - What's Cookin'? (1942) - In This Our Life (1942) - They All Kissed the Bride (1942) - Girl Trouble (1942) - Hi Diddle Diddle (1943) - So's Your Uncle (1943) - You're a Lucky Fellow, Mr. Smith (1943) - Gildersleeve on Broadway (1943) - The Laramie Trail (1944) - Swing Out, Sister (1945) - The Cheaters (1945) - Breakfast in Hollywood (1946) - The Bachelor's Daughters (1946) - Billie Gets Her Man (1948) - The Barkleys of Broadway (1949) - El padre de la novia (1950) - El padre es abuelo (Father's Little Dividend) (1951) - Small Town Girl (1953) - The Young Philadelphians (1959) - Sergeant Rutledge (1960) - Pepe (1960) |

## Premios y distinciones
Premios Óscar
| Año  | Categoría               | Película            | Resultado |
| ---- | ----------------------- | ------------------- | --------- |
| 1939 | Mejor Actriz de Reparto | Un mendigo original | Nominada  |